# 흑백
흑백(黑白)은 색이 없는 것을 말한다.

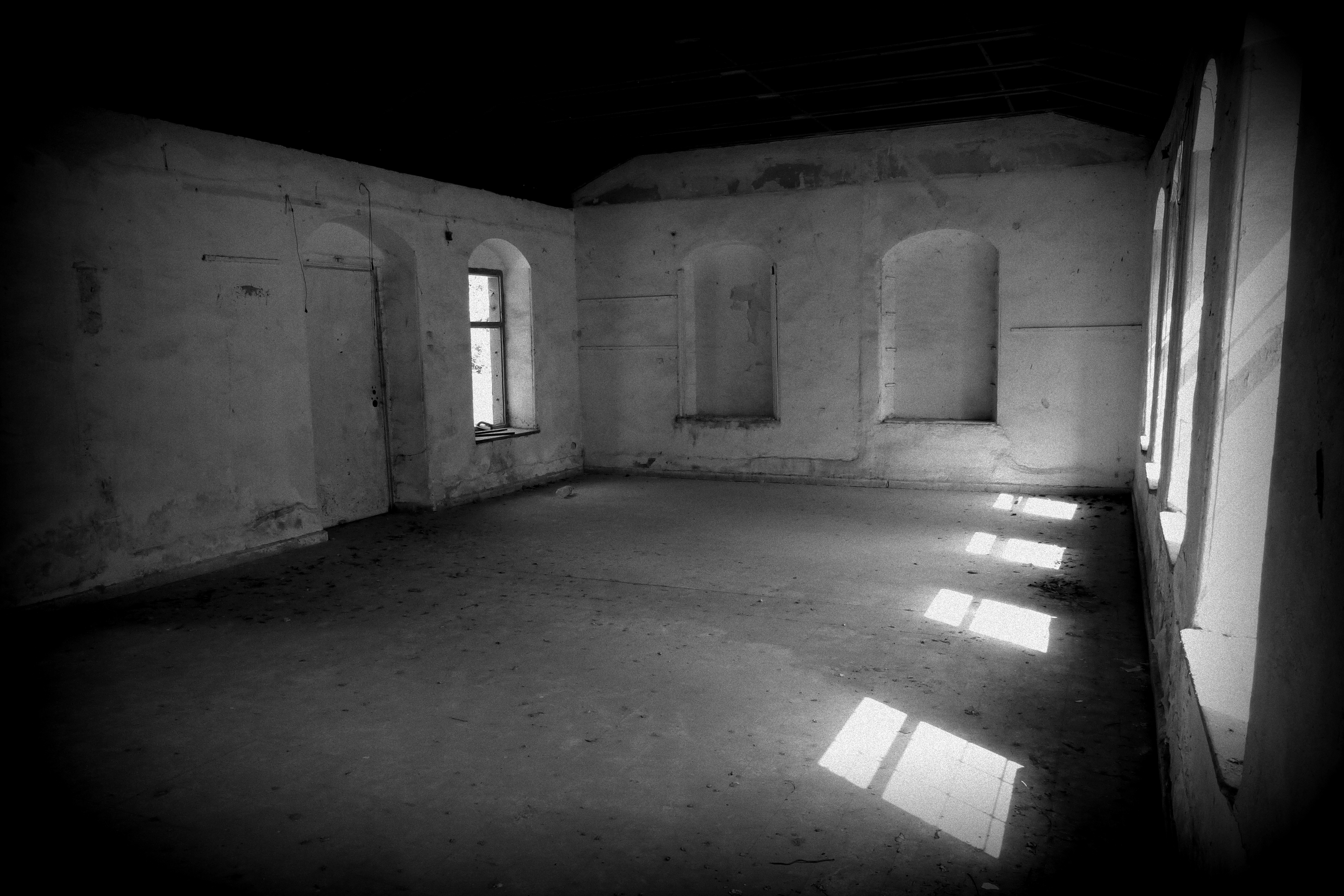
흑백

우리가 흔히 아는 뜻으로는 흑(검은색)과 백(하얀색)만 있는 물체를 말할 때 쓴다.
모노크롬과 유사한 용어로 사용된다.
흑과 백은 서로 정 반대 색이어서 위기의 순간 흑과 백 같은 TV프로그램 미션명에도 사용된다.

## 같이 보기
- 고양시